# Quintanilla del Coco
Quintanilla del Coco – gmina w Hiszpanii, w prowincji Burgos, w Kastylii i León, o powierzchni 20,15 km². W 2011 roku gmina liczyła 70 mieszkańców.